# تائیچی کاتو
تائیچی کاتو (ژاپنی: 加藤 大智؛ زادهٔ ۱۴ آوریل ۱۹۹۷) یک بازیکن فوتبال اهل ژاپن است.
از باشگاه‌هایی که در آن بازی کرده‌است می‌توان به باشگاه فوتبال اهیمه اشاره کرد.